# Polyamia delongi
Polyamia delongi är en insektsart som beskrevs av Kramer 1963. Polyamia delongi ingår i släktet Polyamia och familjen dvärgstritar. Inga underarter finns listade i Catalogue of Life.